# Texas Stadium
Il Texas Stadium era uno stadio di football americano situato a Irving, Texas, un sobborgo di Dallas. Ospitava le partite dei Dallas Cowboys, squadra della NFL. È stato demolito l'11 aprile 2010.

## Storia
Costruito per sostituire il Cotton Bowl come campo dei Cowboys, lo stadio venne costruito con un innovativo tetto apribile, tanto che il giocatore D. D. Lewis commento così la novità: "così Dio può guardare la Sua squadra preferita". Sin dall'apertura nel 1971, il campo è costituito da erba artificiale.
In passato lo stadio ha ospitato partite di football universitario ed è stato temporaneamente lo stadio di casa per due high school della zona. È stato sede del Pro Bowl del 1973.

## L'addio dei Cowboys
I Cowboys hanno lasciato il Texas Stadium dopo la stagione NFL 2008 per un nuovo stadio situato ad Arlington, il Cowboys Stadium, che è diventato la loro nuova casa a partire dalla stagione NFL 2009. Dopo la partenza dei Cowboys, il Texas Stadium è stato demolito: il 23 settembre 2009 il sindaco di Irving ha annunciato che la demolizione sarebbe avvenuta nei primi mesi del 2010.
Molti degli oggetti di interesse dello stadio (come seggiolini, tabellone segnapunti, eccetera) sono stati battuti all'asta da parte della città di Irving e dei Cowboys stessi. I seggiolini sono stati messi in vendita in internet sul sito www.texasstadiumseats.com.